# 镰嘴管舌雀属
镰嘴管舌雀属（学名：Vestiaria）是燕雀科下的一个属。

## 下属物种
本属包括以下物种：
- 镰嘴管舌雀 Vestiaria coccinea (G.Forster, 1780)